# (28600) Georgelucas
(28600) Georgelucas est un astéroïde de la ceinture principale.

## Description
(28600) Georgelucas est un astéroïde de la ceinture principale. Il fut découvert le 2 mars 2000 à la station Catalina par le projet CSS. Il présente une orbite caractérisée par un demi-grand axe de 2,35 UA, une excentricité de 0,13 et une inclinaison de 7,5° par rapport à l'écliptique.
Il fut nommé en l'honneur de George Lucas, célèbre réalisateur américain de films, dont l'épopée Star Wars.

## Compléments